# Bandenplakker

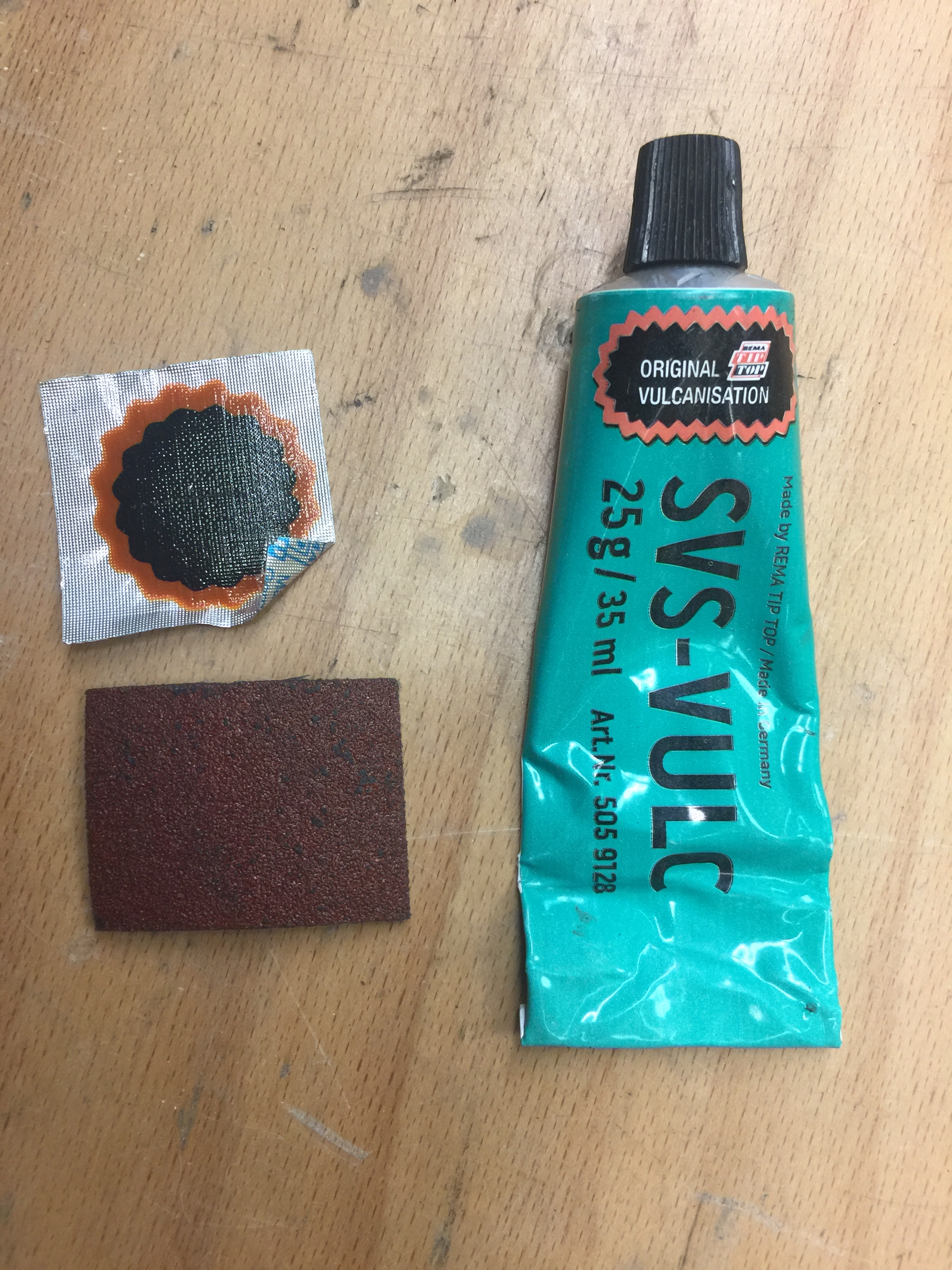
Reparatiesetje met linksboven een bandenplakker

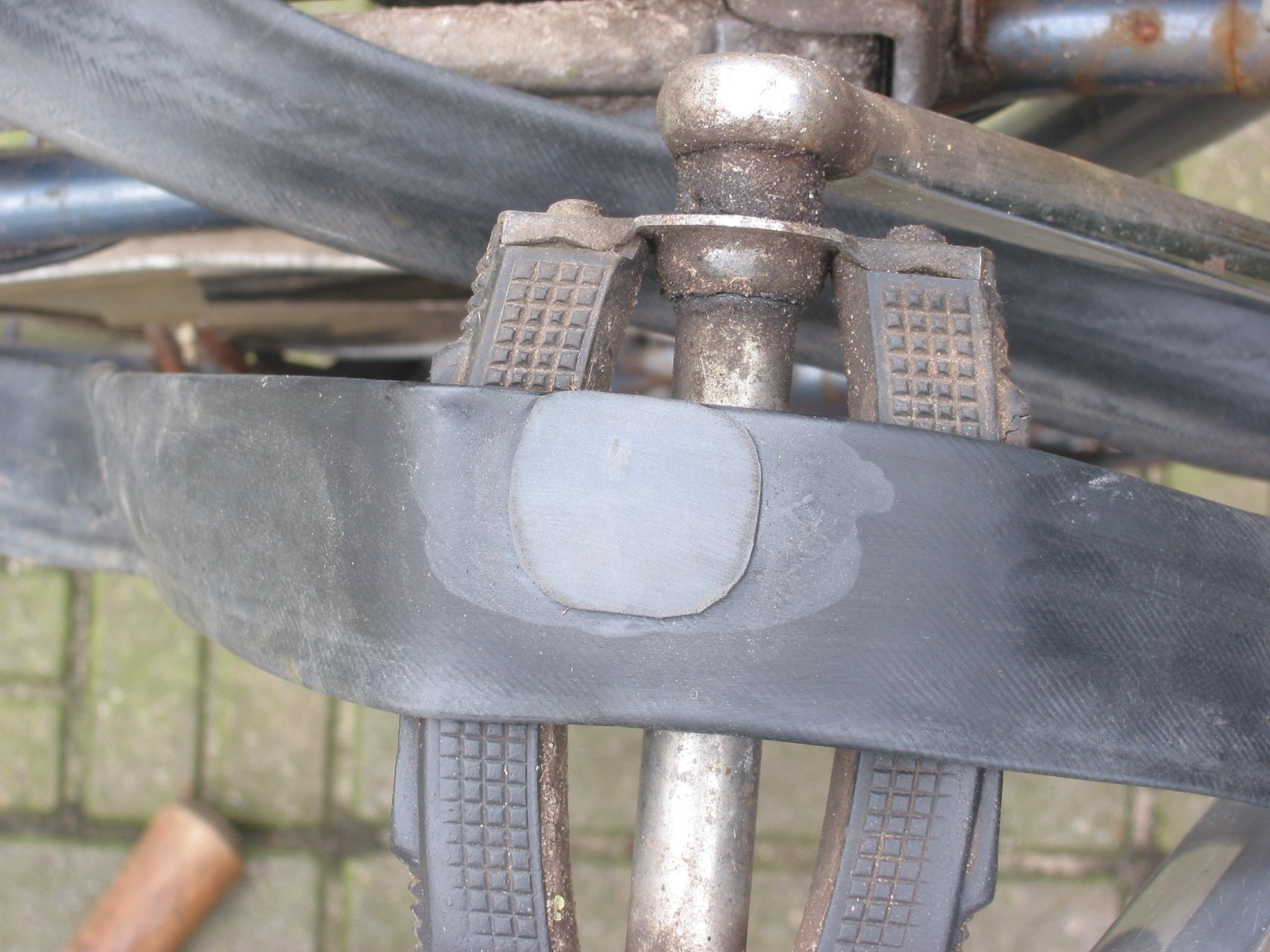
Aangebrachte bandenplakker

Een bandenplakker is een reparatiemiddel om een klein lek in een binnenband te dichten.
Het lek dient eerst in de binnenband te worden opgespoord. Na het opruwen van de binnenband op en rond de plaats van het lek, wordt bandenplakmiddel gesmeerd. Als deze lijm gedroogd is kan de bandenplakker over het lek worden aangebracht. Er bestaan ook bandenplakkers die zelfklevend zijn zodat er geen bandenplakmiddel nodig is.
Bandenplakkers zijn per setje te koop en er bestaan verschillende formaten. Tevens zijn er rolletjes verkrijgbaar waaruit het gewenste formaat bandenplakker kan worden geknipt.